# LOVE SONGS (スターダストレビューのアルバム)
『LOVE SONGS』（ラヴ・ソングス）はスターダストレビュー4枚目のベスト・アルバム。1994年11月30日に発売された。

## 解説
1993年夏にレコード会社をアップフロントワークスに移籍したスターダストレビューのバラード曲のみを集めたベスト・アルバム。前所属会社のワーナーミュージック・ジャパンから発売された。

## 収録曲
1. 夜更けのリフ～midnight riff
2. Stay My Blue - 君が恋しくて -
3. 瞳の中の天国
4. Be My Lady
5. 追憶
6. 夢伝説
7. Endless Dream
8. 季節を越えて
9. 木蘭の涙
10. もう一度抱きしめて
11. コバルト色の午後
12. 君のすべてが悲しい
13. 上を向いて歩こう
14. 1％の物語
15. 追憶（オリジナル・カラオケ）
  - 2002年以降発売再発盤のみに収録のボーナス・トラック
16. 木蘭の涙（オリジナル・カラオケ）
  - 2002年以降発売再発盤のみに収録のボーナス・トラック